# ارتم کوزاک
ارتم کوزاک (اوکراینی: Артем Романович Козак؛ زادهٔ ۲۸ مهٔ ۱۹۹۸) بازیکن فوتبال است.
از باشگاه‌هایی که در آن بازی کرده‌است می‌توان به باشگاه فوتبال آرسنال کی‌یف اشاره کرد.
وی همچنین در تیم ملی فوتبال Ukraine U18 بازی کرده‌است.